# Porta Macedonia
Porta Macedonia (mac: Порта Македонија) to łuk triumfalny znajdujący się na placu Pella w Skopju w Macedonii Północnej. Jego budowa rozpoczęła się w 2011, a zakończyła w styczniu 2012.
Łuk ma 21 metrów wysokości i kosztował 4,4 miliona euro. Jego autorką jest Walentina Stefanowska, rzeźbiarka, która wykonała również kilka innych zabytków w ramach projektu Skopje 2014, w tym posąg poświęcony Aleksandrowi Wielkiemu oficjalnie nazwanemu „Wojownikiem na koniu”. Podczas ceremonii otwarcia premier Nikola Gruewski przyznał, że osobiście zainicjował projekt Skopje 2014.
Łuk poświęcony jest 20-leciu niepodległości Macedonii, a jego zewnętrzna powierzchnia pokryta jest płaskorzeźbami wyrzeźbionymi w marmurze, przedstawiającymi sceny z historii Macedonii. Kompleks składa się również z kilku pokoi, z których jeden zaadaptowano na sklep z pamiątkami, ma również windy i schody zapewniające zwiedzającym możliwość dostania się na dach konstrukcji.
Łuk jest krytykowany za wysokie koszty jego budowy. Zaprojektowano go tak, aby miał wysokość równą posągowi Aleksandra Wielkiego, wzniesionemu na centralnym placu stolicy latem 2011 roku. Obie konstrukcje są częścią finansowanego przez rząd projektu o nazwie „Skopje 2014”, którego szacowana wartość wynosi 500 milionów euro. Biorąc to pod uwagę, wielu Macedończyków uważa, że Porta Macedonia będzie zachęcać turystów do odwiedzania ich kraju. Greckie Ministerstwo Spraw Zagranicznych złożyło natomiast oficjalną skargę do władz Republiki Macedonii po inauguracji łuku.